# Hailee Steinfeld
Hailee Steinfeld (n. 11 decembrie 1996, Los Angeles, California, SUA) este o actriță, model și cântăreață americană. S-a făcut cunoscută pe plan internațional pentru interpretarea lui Mattie Ross din Adevăratul curaj (2010), rol pentru care a fost nominalizată la Premiul Oscar pentru cea mai bună actriță în rol secundar și Premiul BAFTA pentru cea mai bună actriță în rol principal. Mai apoi a apărut în filme precum Jocul lui Ender (2013), Begin Again (2013), Condamnat să ucidă (2014) sau The Edge of Seventeen (2016), pentru care a primit o nominalizare la Premiile Globul de Aur.
După ce a interpretat „Flashlight” în Pitch Perfect 2 (2015), Steinfeld a lansat un cover al piesei și a început colaborarea cu casa de discuri Republic Records. Și-a lansat single-ul de debut, „Love Myself”, pe 7 august 2015, fiind certificat cu platină în mai multe țări. În 2016 a lansat piesa „Starving”, în colaborare cu Grey și Zedd, care a ajuns pe locul 12 în Billboard Hot 100.
Pe lângă carierele de actriță și cântăreață, Steinfeld a lucrat și ca model. În 2011, la scurt timp după premiera filmului Adevăratul curaj, a fost angajată ca fața casei de modă Miu Miu.

## Filmografie

### Lungmetraje
| An   | Titlu                 | Rol                | Regizor                                 |
| ---- | --------------------- | ------------------ | --------------------------------------- |
| 2010 | Adevăratul curaj      | Mattie Ross        | Frații Coen                             |
| 2013 | Hateship, Loveship    | Sabitha            | Liza Johnson                            |
| 2013 | Begin Again           | Violet Mulligan    | John Carney                             |
| 2013 | Romeo și Julieta      | Julieta Capulet    | Carlo Carlei                            |
| 2013 | Jocul lui Ender       | Petra Arkanian     | Gavin Hood                              |
| 2014 | Condamnat să ucidă    | Zooey Renner       | McG                                     |
| 2014 | Vagabondul            | Tabitha Hutchinson | Tommy Lee Jones                         |
| 2014 | The Keeping Room      | Louise             | Daniel Barber                           |
| 2015 | Zece mii de sfinți    | Eliza              | Shari Springer Berman și Robert Pulcini |
| 2015 | Pitch Perfect 2       | Emily Junk         | Elizabeth Banks                         |
| 2015 | Aproape letal         | Megan Walsh        | Kyle Newman                             |
| 2016 | Term Life             | Cate Barrow        | Peter Billingsley                       |
| 2016 | The Edge of Seventeen | Nadine Franklin    | Kelly Fremon Craig                      |
| 2017 | Pitch Perfect 3       | Emily Junk         | Trish Sie                               |
| 2018 | Bumblebee             | Charlie Watson     | Travis Knight                           |

## Discografie
Ca artist principal
| Titlu                                       | Lansat            | Album      |
| ------------------------------------------- | ----------------- | ---------- |
| „Love Myself”                               | 6 august 2015     | Haiz       |
| „How I Want Ya” (feat. Hudson Thames)       | 28 august 2015    | Lip Trickz |
| „Rock Bottom” (feat. DNCE)                  | 25 februarie 2016 |            |
| „Fragile” (feat. Prince Fox)                | 19 mai 2016       |            |
| „Starving” (& Grey feat. Zedd)              | 29 august 2016    |            |
| „Digital Love” (feat. Digital Farm Animals) | 3 februarie 2017  |            |
| „Show You Love” (feat. KATO & Sigala)       | 23 februarie 2017 |            |
| „At My Best” (feat. Machine Gun Kelly)      | 16 martie 2017    |            |